# Albrecht Roscher
Albrecht Roscher (ur. 1836, zm. 1860) – pochodzący z Hamburga, był pierwszy Europejczykiem, który w 1857 roku dotarł do Tanganiki w poszukiwaniu nowych niemieckich kolonii. Wylądował w wiosce Mzizima, która w późniejszym czasie została przekształcona w Dar es Salaam - stolicę Tanganiki. Dziś jest stolicą Tanzanii, która w 1964 roku powstała z połączenia Tanganiki i Zanzibaru.